# Турейка
Турейка (рос. Турейка) — присілок у Наро-Фомінському районі Московської області Російської Федерації

## Розташування
Присілок Турейка входить до складу міського поселення Наро-Фомінськ, воно розташовано на північ від Наро-Фомінська, на березі річки Нара. Найближчі населені пункти — Терновка.

## Населення
Станом на 2006 рік у присілку проживало 15 осіб.